# Próspero Catelin
Prosper ou Próspero Catelin (1764 - 1842) foi um arquiteto e engenheiro francês, que por iniciativa do presidente Bernardino Rivadivia foi nomeado chefe de obras públicas da província de Buenos Aires de 1821. Seus trabalhos se enquadram principalmente no neoclassicismo.
Foi parte do projeto "Liberar Buenos Aires de seu passado espanhol", importando técnicos formados na Europa na época; dirigiu desde 1828 a equipe do Departamento de Engenheiros-Arquitetos, que também fizeram parte como Pierre Benoít, James Bevans, Paolo Caccianiga, Charles Henri Pellegrini, Joseph Pons, Charles Rann e Carlo Zucchi.